# Bayerisches Oberland

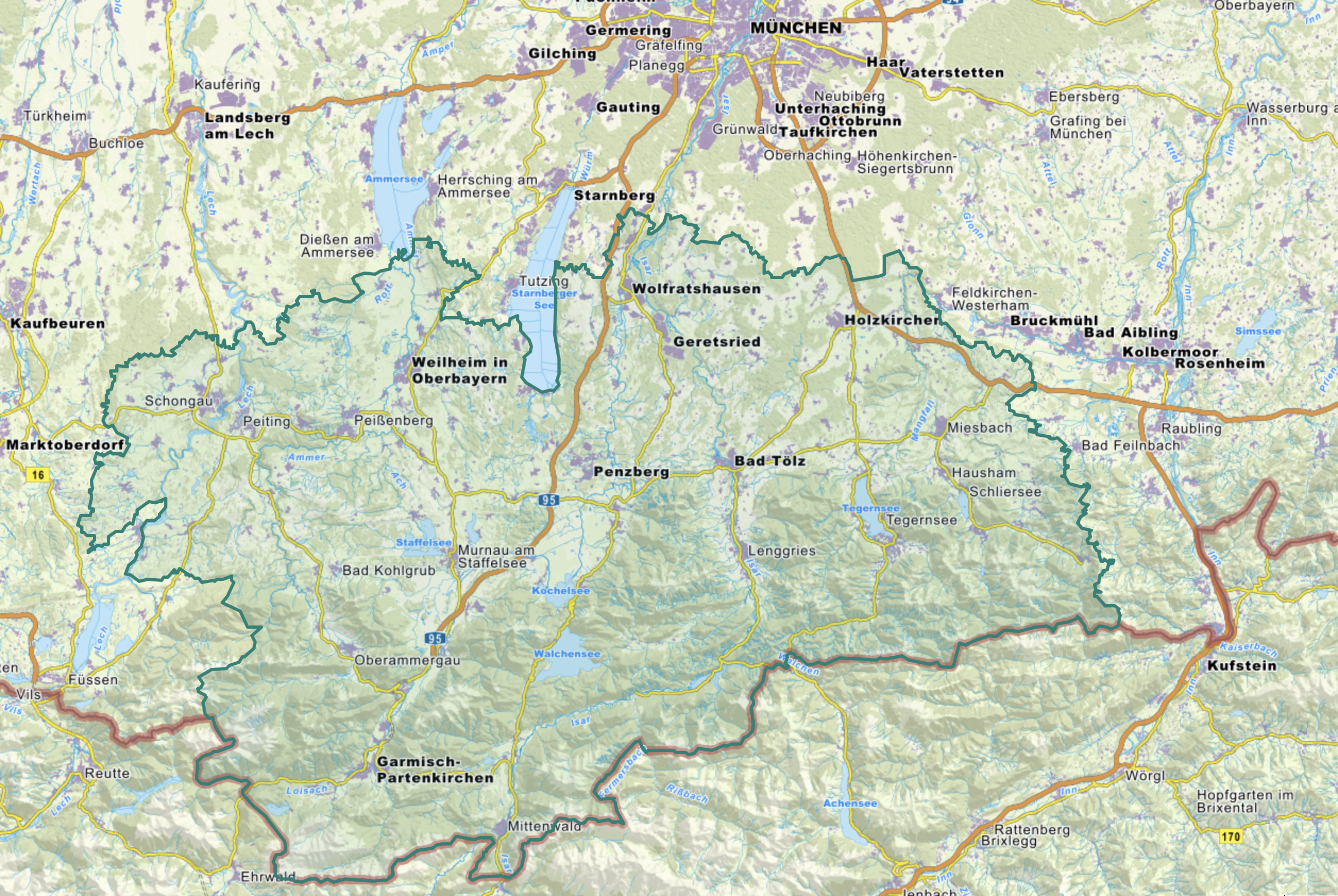
Grenzen des Bayerischen Oberlandes

Als Bayerisches Oberland bezeichnet man eine geographische Region Oberbayerns in den Bayerischen Voralpen zwischen Lech und Inn. Das Gebiet liegt in Südbayern und erstreckt sich südlich von München. Die Region entspricht im Wesentlichen der namentlich gleichen Planungsregion Oberland der bayerischen Staatsregierung, bestehend aus den vier oberbayerischen Landkreisen Weilheim-Schongau, Bad Tölz-Wolfratshausen, Garmisch-Partenkirchen und Miesbach.
Gelegentlich werden die Gebiete nördlich (München, Starnberg, Landsberg am Lech) oder östlich davon (Inntal, Chiemgau) ebenfalls zum bayerischen Oberland gezählt.
Die Region ist bekannt für ihre landschaftliche Schönheit mit Bergen, Seen und Wäldern.

## Begriffsdefinition und Lage
Der Name Oberland leitet sich von der topografischen Lage des Gebiets ab, das höher gelegen ist als das umliegende Gebiet. Die Region unterteilt sich in folgende Teilregionen:
- den kirchenreichen Pfaffenwinkel mit den Orten Weilheim und Schongau,
- das Tölzer Land mit dem Isarwinkel und der Jachenau,
- das Werdenfelser Land, auch „Goldenes Landl“, die alpenländische Bilderbuch-Urlaubslandschaft zu Füßen der Zugspitze,
- das Blaue Land (Urlaubsregion am Staffelsee und am Riegsee),
- die Region, gebildet von Tegernseer Tal (Bäder, Kurorte und Künstlerkolonien), Schlierachtal mit Schliersee, Leitzachtal und dem oberen Mangfalltal (bis zum Mangfallknie).
- Die Berge im bayerischen Oberland sind das Estergebirge, die Walchenseeberge, die Benediktenwand-Gruppe und das Mangfallgebirge mit den Tegernseer Bergen, den Schlierseer Bergen und der Wendelsteingruppe

1705 entwickelte sich dort während des Spanischen Erbfolgekrieges der erste Widerstand gegen die österreichischen Besatzer. Diese Bayerische Volkserhebung fand schließlich in der Sendlinger Mordweihnacht ihr tragisches Ende, als unter dem Befehl von Kaiser Joseph I. etwa 1100 Menschen getötet wurden.
Das bayerische Oberland ist ein Gebiet, das noch weitgehend ländlich geprägt ist und in dem Kultur sowie Brauchtum bis heute eine große Rolle spielen. Einen großen Stellenwert hat, neben der Land- und Forstwirtschaft auch der Tourismus. Die Region zählt heute zu den wirtschaftsstärksten in Deutschland. Heute leben in der Region auf einer Fläche von 3.953 km² rund 432.000 Einwohner (Stand 2006). Bei einer 2006 deutschlandweit durchgeführten Umfrage bezüglich der Zufriedenheit des Wohnortes belegte das bayerische Oberland den ersten Rang.
Die Region beherbergt auch viele traditionelle bayerische Bräuche und Feste. Sie ist bekannt für ihre reiche Kultur und Geschichte, ihre Architektur und ihre kulinarischen Spezialitäten, einschließlich des berühmten bayerisches Bieres und der Weißwurst. Das bayerische Oberland ist sowohl bei Einheimischen als auch bei Touristen ein beliebtes Reiseziel, das das ganze Jahr über eine Vielzahl von Outdoor-Aktivitäten und kulturellen Veranstaltungen bietet.